# Josef Raab
Pour les articles homonymes, voir Raab (homonymie).
Josef Raab (né le 27 mai 1899 à Penzberg, mort le 28 janvier 1971 dans la même ville) est un Résistance allemand au nazisme, combattant communiste comme commandant du bataillon Thälmann lors de la guerre d'Espagne puis dans la Résistance en France lors de la Seconde Guerre mondiale.

## Biographie

### Enfance
Josef Raab naît dans une famille de mineurs de Penzberg. Il commence un apprentissage de serrurier le 1er mars 1913, qu'il termine avec succès le 1er mars 1916. Peu de temps après son 18e anniversaire, il est enrôlé dans le service militaire. En avril 1919, Raab est serrurier à la mine de Penzberg. Dans les années 1920, il devient champion régional de lutte et, en tant que membre de la première équipe, est président de l'AC Bayrisch-Fels de 1928 à 1933. En 1928, il rejoint le Parti communiste d'Allemagne.

### Résistance intérieure
Après l'interdiction du Roter Frontkämpferbund en 1929, il devient chef des opérations de la Kampfbund gegen den Faschismus. À l'été 1932, le Roter Frontkämpferbund et la Kampfbund de Penzberg organisent régulièrement des exercices sportifs sous la direction de Raab, ainsi que des combats à travers le pays et des concepts militaires de base tels que le camouflage et l'estimation des distances. Le groupe de résistance de Raab organise et cache des armes. Raab est recherché par les nazis ; il vit en clandestin sous le prénom de Franz dans les forêts environnantes et est recherché lors de traques systématiques par de nombreux hommes de la SA et des policiers. Au début de l'année 1933, le groupe de résistance de Penzberg compte au moins 30 personnes.
Après la prise du pouvoir des nazis, 51 personnes sont arrêtées en mai 1933 pour "soupçons de complicité ou complicité dans un délit de préparation à la haute trahison". Le 12 juin 1933, une information judiciaire préliminaire est ouverte contre 45 personnes. En décembre 1933, 46 membres de l'organisation de résistance antifasciste sont en détention provisoire ou dite de protection à la prison de Munich-Stadelheim et au camp de concentration de Dachau, dont 27 mineurs, un mineur à la retraite, quatre ouvriers non qualifiés, un cheminot, un marchand de fruits et dix artisans. Josef Raab vit clandestinement avec les camarades Wiedemann, Dirwimmer, Herschel et Hörmann, d'abord dans la région de Beuerberg, puis à Antdorf et Hohenkasten. Fin 1933, Raab se trouve à Bichl et remarque un homme d'affaires de Penzberg, membre du NSDAP depuis janvier 1933. Josef Raab fuit avec un camarade sur sa moto par Mittenwald et Scharnitz vers l'Autriche, où il se caché pendant quelques semaines dans les montagnes du Karwendel, puis quitte l'Autriche pour la Suisse. En Suisse, il s'engage immédiatement dans une action antifasciste ; Raab et ses camarades entretiennent des contacts dans leur pays, faisaient passer clandestinement des tracts et des journaux contre le régime nazi et aident à organiser la résistance dans le pays. Les passages illégaux des frontières se font parfois par Bâle vers la France et de là vers l'Allemagne. Lors d'une réunion à Munich en 1934, il se trouve soudain face à face avec la Gestapo. Il est trahi par un contact que les autorités avaient fait entrer clandestinement sous le nom de code "Little Willi". Apparemment, il accepte l'offre de la Gestapo de fournir des informations à l'avenir. Cela lui donne un jour de liberté, qu'il utilise pour s'enfuir en Suisse. Raab reste en Suisse jusqu'au printemps 1936, puis se rend en France et reprend ses activités antifascistes à Paris.

### Guerre d'Espagne
En juillet 1936, Raab s'inscrit à Paris dans une liste de volontaires destinés à être déployés en Espagne pour rejoindre les Brigades internationales et arrive à Barcelone le 10 août 1936. Il est incorporé dans le bataillon Thälmann. Grâce à son expérience militaire pendant la Première Guerre mondiale et au sein de la Rotfrontkämpferbund, il devient instructeur. Sous sa direction, un camion lourd est transformé en une voiture blindée utilisable, utilisée sous sa direction dans les combats sur le front d'Aragon. Josef Raab est temporairement commandant (avec le grade de major) de février à mai 1937 et de juillet 1938 à janvier 1939.

### Internement en France
Après la défaite de l'armée républicaine, Raab franchit la frontière hispano-française avec la 11e brigade le 9 février 1939 et est emmené dans un camp d'internement près de Saint-Cyprien par un important contingent de la garde mobile. Les circonstances dans le camp contribuent de manière significative à ce que la santé de Josef Raab soit ruinée pour le reste de sa vie. Les conditions d'hygiène sont quelque peu améliorées lorsque Raab et plusieurs de ses codétenus sont transférés au camp de Gurs puis au camp du Vernet.

### Résistance française
Après l'armistice du 22 juin 1940 en zone non occupée, tous les Allemands doivent être extradés vers le Troisième Reich. De nombreux participants à la guerre civile espagnole sont extradés et déportés vers des camps de concentration, où beaucoup d'entre eux seront assassinés ou morts d'épuisement. Raab réussit à s'évader et à s'échapper du Vernet avec quelques camarades en octobre 1941. À Toulouse, il parvient à prendre contact avec les milieux de la Résistance et se rend en Suisse pour établir des liens de résistance avec la France. Il est arrêté en Suisse et extradé vers la France. S'ensuit un nouvel internement au Vernet.
Lui et d'autres sont officiellement arrêtés au camp du Vernet en novembre 1942 et emmenés à la prison de Castres, dans la section des étrangers, mais ne sont pas immédiatement extradés vers le Reich. Au soir du 16 septembre 1943, 36 prisonniers (plus de la moitié des incarcérés) parviennent à s'évader. La majorité des rescapés, dont Josef Raab, rejoignent la Résistance française. Malgré de graves problèmes de santé, il participe à des actions, notamment dans la ville de Toulouse. À Marseille, il est membre du commandement des FTP-MOI. Après la libération de Paris à l'été 1944, il rejoint le Comité Allemagne libre pour l’Ouest.

### Bourgmestre par intérim de la ville de Penzberg
Début juin 1945, Raab revint à Penzberg, malade et affaibli. À l'instigation des mineurs de Penzberg, il est nommé bourgmestre par intérim de la ville de Penzberg par les forces d'occupation américaines. Il occupe cette fonction du 21 juin 1945 au 29 janvier 1946. Lors des premières élections municipales, le SPD remporte sept sièges, tandis que la CSU et le KPD en remportent quatre chacun. Raab s'est présenté pour le KPD. Avec les voix de la CSU et du SPD, le social-démocrate Anton Prandl est élu bourgmestre. Josef Raab est membre du conseil municipal jusqu'au 25 avril 1948. Son frère Paul Raab siège au conseil municipal de Penzberg pour le KPD de janvier 1953 à avril 1956. Dans les années 1950, Josef Raab dirige un petit restaurant surnommé la « Réunion communiste », même après l'interdiction du KPD en août 1956. En 1956, Josef Raab reçoit la médaille Hans-Beimler, décoration d'État de la République démocratique allemande créée le 17 mai 1956 par le conseil des ministres de la RDA, décernée à des personnes qui avaient combattu dans les Brigades internationales pendant la guerre d'Espagne (1936-1939).